# Corrigan
Corrigan és una població dels Estats Units a l'estat de Texas. Segons el cens del 2000 tenia 1.721 habitants.

## Demografia
Segons el cens del 2000, Corrigan tenia 1.721 habitants, 630 habitatges, i 437 famílies. La densitat de població era de 361,1 habitants/km².
Dels 630 habitatges en un 37,6% hi vivien nens de menys de 18 anys, en un 40,3% hi vivien parelles casades, en un 24,6% dones solteres, i en un 30,6% no eren unitats familiars. En el 28,1% dels habitatges hi vivien persones soles el 15,6% de les quals corresponia a persones de 65 anys o més que vivien soles. El nombre mitjà de persones vivint en cada habitatge era de 2,63 i el nombre mitjà de persones que vivien en cada família era de 3,23.
Per edats la població es repartia de la següent manera: un 31,3% tenia menys de 18 anys, un 10,9% entre 18 i 24, un 23,4% entre 25 i 44, un 18,1% de 45 a 60 i un 16,3% 65 anys o més.
L'edat mediana era de 32 anys. Per cada 100 dones de 18 o més anys hi havia 73,7 homes.
La renda mediana per habitatge era de 18.980 $ i la renda mediana per família de 24.830 $. Els homes tenien una renda mediana de 30.144 $ mentre que les dones 19.881 $. La renda per capita de la població era de 10.794 $. Aproximadament el 30,3% de les famílies i el 31,5% de la població estaven per davall del llindar de pobresa.

## Poblacions més properes
El següent diagrama mostra les poblacions més properes.